# Chaumont-sur-Tharonne
Chaumont-sur-Tharonne település Franciaországban, Loir-et-Cher megyében. Lakosainak száma 1045 fő (2022. január 1.). Chaumont-sur-Tharonne La Ferté-Saint-Aubin, Lamotte-Beuvron, Neung-sur-Beuvron, Nouan-le-Fuzelier, Saint-Viâtre, Vouzon, Yvoy-le-Marron és La Ferté-Beauharnais községekkel határos.

## Népesség
A település népességének változása:
| Lakosok száma | 979  | 905  | 901  | 1069 | 1121 | 1090 | 1074 | 1073 | 1064 | 1045 |
|               | 1968 | 1982 | 1990 | 2006 | 2013 | 2015 | 2017 | 2019 | 2020 | 2022 |